# Diversidad sexual en Birmania
Las personas LGBTI en Birmania se enfrentan a ciertos desafíos legales y sociales no experimentados por otros residentes. La actividad sexual entre personas del mismo sexo es ilegal en Birmania y sancionable con multas y prisión desde 10 años hasta cadena perpetua y o muerte si se comprueba la demanda pública.  La naturaleza autoritaria del antiguo régimen del gobierno ha complicado la obtención de información precisa sobre el estado social de los ciudadanos Birmanos LGBT. No obstante, tras las últimas reformas políticas, se han mejorado ciertas libertades civiles y de prensa, lo que ha permitido a la sociedad LGBT ganar más reconocimiento en el país. 

## Código Criminal
La Sección 377 del código penal prohíbe la actividad sexual con personas del mismo sexo y la sodomía. Además de las multas, el castigo es de 10 años de prisión a cadena perpetua, aunque no se conozcan públicamente casos de ejecución de condenas en los últimos años. En el año 2001, el grupo de exiliados Frente Democrático de Estudiantes Birmanos llevó a votación la derogación de la ley. Esto fue percibido como una victoria por parte del Comité de Derechos Lesbigay de Birmania, aunque tal cambio es muy improbable que suceda dado el clima político actual.
Las siguientes secciones del código penal también pueden ser aplicados en contra de la sociedad Birmana LGBT:
- Secciones 269 & 270 que prohíbe el hecho de transmitir una enfermedad de transmisión sexual de forma negligente.
- Sección 290 que prohíbe el hecho de cometer "actos públicos molestos" que no se especifican en el propio código, con multas de hasta 200 rupias.
- Secciones 292 – 294 prohíbe el hecho de fabricar, vender, o distribuir material o canciones "obscenos" a adultos o menores, o realizar cualquier acto obsceno en público.
- Sección 372 que prohíbe comprar o vender una prostituta por debajo de los 18 años; o usar una prostituta para cometer relaciones sexuales ilícitas.
- Sección 377- Quien voluntariamente tenga un coito anal con cualquier hombre, mujer, o animal será castigado con prisión de cadena perpetua, o bien con la privación de libertad durante un periodo que no será menor de 2 años, pero que se podrá extender a 10 años, y que además será responsable de una sanción económica que no debe ser inferior a 400 rupias, y nunca superior de 1.000 rupias.
- Sección 469 que prohíbe el acto de cualquier matrimonio en ausencia de régimen legal.
- Sección 5(j) de la Ley de Provisiones de Emergencia que prohíbe cualquier cosa que pueda afectar a la moralidad de los individuos, sociedad, el público, en una forma negativa.[3]

## Matrimonio y familia
Myanmar no reconoce matrimonios del mismo sexo o uniones civiles realizados en otras naciones, ni permite de forma interna ese reconocimiento legal.

## Sociedad y cultura
Durante el régimen militar no se pudo crear ningún tipo de vida LGBT, ni social, ni política. La postura en cuanto a moralidad social que tiene el pueblo Birmano sobre la sexualidad humana se ha descrito en la literatura como ser "extremadamente conservadora".
Aung Myo Min es un ciudadano abiertamente gay y ha estado ampliamente involucrado en el All Burma Students Democratic Front (ABSDF).  En 2005 habló públicamente sobre su proceso a la hora de salir del armario y la homofobia que existe, incluso dentro de la oposición prodemocrática. Hoy en día está involucrado con diferentes organizaciones de derechos humanos en relación con los exiliados Birmanos, incluyendo la Campaña para Derechos Lesbigay en Myanmar.
En el año 2003, FocusAsia (Star TV) retransmitió una historia sobre el Nat Kadaws.  La "Utopia Guide to Cambodia, Laos, Myanmar & Vietnam" hace referencia a los "espíritus de canalización chamanística transgénero en algunos festivales sagrados de Myanmar." No obstante, aún no hay bares gay, ni existen organizaciones a favor de los derechos LGBT en Myanmar. Sólo hay informes sin confirmar de ciertos clubs nocturnos en la ciudad que tienen la reputación de tener central tanto heterosexual como LGBT.

## Estado actual
A pesar de la naturaleza ilegal con la que se aprecian, estas orientaciones sexuales y de género están siendo más visibles en Myanmar, especialmente tras las reformas políticas. Parejas gay y lesbianas cohabitan libremente en grandes ciudades como Rangún y Mandalay, aunque no se permita el matrimonio. El incremento en la libertad de prensa también ha permitido a los periodistas investigar en la comunidad local gay y lesbiana. Algunas parejas del mismo sexo también han podido celebrar matrimonios ceremoniales en grandes ciudades sin ninguna consecuencia o persecución legal.
Myanmar también ha celebrado su primer Orgullo Gay en diferentes ciudades del país en el año 2012, para conmemorar el Día internacional en Contra de la Homofobia, Bifobia y Transfobia. En el año 2016, se estrenó The Gemini y fue la primera película LGBT visionada en cines de Myanmar. La película vulneraba descaradamente todas las leyes birmanas relacionadas con la homosexualidad.